# Студенский, Николай Иванович
Николай Иванович Студенский (Студентский; 1845—1891) — российский хирург; профессор хирургии в Императорском Казанском университете.

## Биография
Николай Студенский родился в 1845 году в семье протоиерея Русской православной церкви. Среднее образование мальчик получил в Пензенской духовной семинарии, курс в которой успешно окончил в 1864 году. Продолжил обучение в Казанской духовной академии, но вскоре после начала занятий перешёл в Казанский университет. 
По окончании медицинского факультета ИКУ с званиями лекаря и уездного врача в 1869 году, Н. И. Студенский до осени 1874 года был ординатором хирургического отделения госпитальной клиники. Степень доктора медицины он получил весной 1873 года в Императорской Петербургской медико-хирургической академии защитив диссертацию на тему «К учению об образовании мочевых камней» ОН принимал деятельное участие в трудах Общества врачей при Казанском университете и овместно с другими членами общества произвёл санитарный осмотр многих общественных и частных учреждений, представив об этом несколько докладов обществу. По его инициативе организация стала издавать «Дневник», в котором Студенский напечатал сведения о некоторых операциях, произведенных в госпитальной клинике, а также ряд очерков и рефератов по хирургии. После этого он ненадолго был направлен за границу с целью повышения квалификации и изучения зарубежного опыта. 

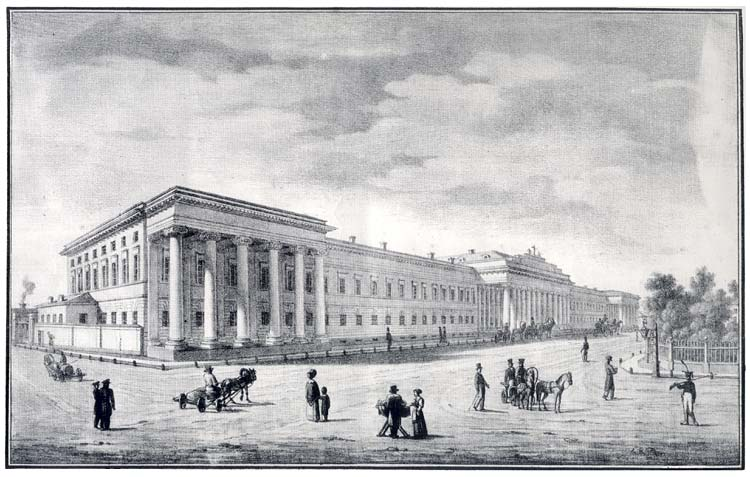
Казанский университет
(художник Василий Турин)

8 июня 1874 года Николай Иванович Студенский был удостоен звания приват-доцента десмургии и ортопедии в Казанском университете, а в августе 1876 года был избран штатным доцентом по той же кафедре. 
Осенью 1876 году он был командирован на театр Сербско-турецкой войны, а во время Русско-турецкой войны в 1877—1878 гг., в ходе Балканской кампании, находился при действовавшей Балканской армии. 
В октябре 1881 году Студенский баллотировался в экстраординарные профессора по кафедре теоретической хирургии, но избран не был и ушел из университета; однако, уже в следующем году вновь начал читать лекции в качестве приват-доцента десмургии и ортопедии, а несколько позже и оперативную хирургию, с 1 ноября же 1884 года был назначен экстраординарным профессором по кафедре последнего предмета; наконец, 30 апреля 1887 года перемещен на кафедру госпитальной хирургической клиники. 
Параллельно с занятиями в университете доктор Студенский заведовал хирургическим отделением казанской ремесленной больницы, где руководил и клиникой для студентов. 
Николай Иванович Студенский умер 17 сентября 1891 года в городе Казани.
Студенскому принадлежит длинный ряд работ по оперативной и госпитальной хирургии, напечатанных в «Дневнике общества клинических врачей», «Медицинском вестнике», «Врачебных ведомостях» и других специальных печатных изданиях.